# Bahía de Cádiz
Die Comarca Bahía de Cádiz (spanisch Comarca de la Bahía de Cádiz) liegt in der andalusischen Provinz Cádiz. Sie wurde, wie alle Comarcas in der Autonomen Gemeinschaft Andalusien, mit Wirkung zum 28. März 2003 eingerichtet.
Die Comarca besteht aus 5 Gemeinden mit 432.242 Einwohnern, also rund 35 % der Provinzbevölkerung.

## Geschichte
Das Gebiet der Comarca gehörte früher zum Königreich Sevilla. 

## Geographie
| Costa Noroeste de Cádiz |                                             | Campiña de Jerez |
| Atlantischer Ozean      | Kompassrose, die auf Nachbargemeinden zeigt |                  |
|                         | La Janda                                    |                  |

Durch die Comarca fließen die Flüsse Guadalete, Río Iro, Río Salado de Rota und Río San Pedro. Weiterhin befindet sich der Parque Natural de la Bahía de Cádiz auf dem Gebiet der Comarca.

## Religion
Alle Gemeinden der Comarca sind dem Bistum Cádiz y Ceuta des Erzbistums Sevilla zugeordnet. 

## Gemeinden
Alle fünf Gemeinden der Comarca bilden auch die Mancomunidad de Municipios Bahía de Cádiz und sind Teil der Metropolregion Bahía de Cádiz-Jerez.
| Gemeinde                 | Einwohner (2024) | Fläche km² | Dichte Einw./km² | Cod INE | Postleitzahl        |
| ------------------------ | ---------------- | ---------- | ---------------- | ------- | ------------------- |
| Cádiz                    | 110.914          | 12,30      | 9.017            | 11012   | 11001 – 11012       |
| Chiclana de la Frontera  | 89.794           | 205,45     | 437              | 11015   | 11130, 11138, 11139 |
| El Puerto de Santa María | 89.960           | 159,34     | 565              | 11027   | 11500               |
| Puerto Real              | 42.151           | 195,96     | 215              | 11028   | 11510               |
| San Fernando             | 93.645           | 30,65      | 3.055            | 11031   | 11100               |
| Comarca Bahía de Cádiz   | 426.464          | 603,70     | 706              | –       | –                   |

## Nachweise
1. ↑  Instituto Nacional de Estadística Municipal Register of Spain
2. ↑  Orden de 14 de marzo de 2003, por la que se aprueba el mapa de comarcas de Andalucía a efectos de la planificación de la oferta turística y deportiva, Boletín Oficial de la Junta de Andalucía (Amtsblatt der Regierung von Andalusien), Nr. 59 vom 27. März 2003, S. 6248